# Coleophora aureliani
Coleophora aureliani é uma espécie de mariposa do gênero Coleophora pertencente à família Coleophoridae.